# Province de Midelt
La province de Midelt est une subdivision à dominante rurale de la région marocaine de Drâa-Tafilalet. Elle tire son nom de son chef-lieu, Midelt.

## Géographie
La province de Midelt, d'une superficie de 13 121 km2, est limitée :
- au nord par les provinces d'Ifrane[5] (région de Meknès-Tafilalet) et de Boulemane[5] (région de Fès-Boulemane) ;
- à l'est par la province de Figuig[5] (région de l'Oriental) ;
- au sud par les provinces d'Errachidia[5] (région de Meknès-Tafilalet) et de Tinghir[5] (région de Souss-Massa-Drâa) ;
- à l'ouest par les provinces d'Azilal[5], de Béni Mellal[5] (région de Tadla-Azilal) et de Khénifra[5] (région de Meknès-Tafilalet).

Son domaine forestier, composé de 20 % de cèdres, s'étend sur 416 871,48 ha.

## Histoire
La province de Midelt a été créée en 2009 – décret no 2-09-319 du 11 juin – par démembrement des provinces de Khénifra et d'Errachidia. La municipalité de Midelt et les communes rurales du cercle de Midelt faisaient partie de la province de Khénifra, tandis que la municipalité d'Er-Rich et les communes rurales du cercle d'Er-Rich, ainsi que les communes rurales du cercle d'Imilchil, faisaient partie de la province d'Errachidia (voir le découpage territorial pour le détail des communes rurales).

## Administration et politique

### Communes
Selon la liste des cercles, des caïdats et des communes de 2009, modifiée en 2013 la province de Midelt est composée de 29 communes, dont 2 communes urbaines (ou municipalités) : Midelt, son chef-lieu, et Er-Rich.
Les 27 communes rurales restantes sont rattachées à 9 caïdats, eux-mêmes rattachés à 4 cercles :
- cercle d'Er-Rich :
  - caïdat d'Aït Izdeg : Guers Tiaallaline, En-Nzala, M'Zizel, Sidi Aayad et Zaouïat Sidi Hamza,
  - caïdat de Gourrama : Guir et Gourrama ;
- cercle d'Imilchil :
  - caïdat d'Amouguer : Aït Yahya et Amouguer,
  - caïdat d'Imilchil : Imilchil et Bou Azmou,
  - caïdat d'Outerbat : Outerbat ;
- cercle de Midelt :
  - caïdat d'Aït Oufella : Aït Izdeg, Aït Ayach, Mibladen et Amersid,
  - caïdat d'Itzer : Aït Ben Yacoub et Itzer
  - caidat de Zaïda : Zaïda
- cercle de Boumia :
  - caïdat de Boumia : Tanourdi, Tizi N'Ghachou, Boumia et Aghbalou,
  - caïdat de Tounfite : Sidi Yahia ou Youssef et Tounfite.
  - caïdat de Agoudim :  Anemzi et Agoudim

Huit de ses localités sont considérées comme des villes : les municipalités de Midelt et d'Er-Rich, et les centres urbains des communes rurales de Gourrama, de Boumia, d'Aghbalou, de Zaïda, d'Itzer et de Tounfite (qui portent le même nom que leur commune d'appartenance).